# Marneouli
Pour la municipalité, voir Marnéouli.
 (janvier 2016).
Si vous disposez d'ouvrages ou d'articles de référence ou si vous connaissez des sites web de qualité traitant du thème abordé ici, merci de compléter l'article en donnant les références utiles à sa vérifiabilité et en les liant à la section « Notes et références ».
Marneouli (en géorgien : მარნეული) est une ville du sud de la Géorgie. Elle est située près des frontières arménienne et azérie.
La ville comptait 20 211 habitants en 2014. Elle est principalement habitée par des turcophones (84 %). Comptant des communautés géorgiennes, arméniennes, russes et grecques, la langue russe y sert de lingua franca.
Marneouli est traversée par les autoroutes S6 et S7. La ville de Marneouli est également le siège d'une base militaire géorgienne. Celle-ci est bombardée durant la Deuxième Guerre d'Ossétie du Sud, le 8 août 2008, causant la mort de quatre soldats et blessant cinq autres.

## Jumelages
| Ville | Ville  | Pays | Pays        | Période     |
| ----- | ------ | ---- | ----------- | ----------- |
|       | Şəmkir |      | Azerbaïdjan | depuis 2022 |